# (33128) 1998 BU48
1998 BU48 (asteroide 33128) é um centauro. Ele possui uma magnitude absoluta (H) de 7,20 e, tem um diâmetro estimado de cerca de 160 km.

## Descoberta
(33128) 1998 BU48 foi descoberto no dia 22 de janeiro de 1998, pelo astrônomo Nichole M. Danzl em Kitt Peak.

## Órbita
A órbita de (33128) 1998 BU48 tem uma excentricidade de 0,38431631 e uma inclinação de 14,27015º. Ele possui um semieixo maior de 33,436 UA, o seu periélio leva o mesmo a uma distância de 20,590 UA em relação ao Sol e seu afélio a 46,281 UA.